# Boris
A Boris női név a Borbála becenevéből önállósodott.

## Rokon nevek
Barbara, Babita, Bara, Barbarella, Biri, Bora, Borcsa, Borbála, Bori, Boriska, Borka, Boróka, Varínia

## Gyakorisága
Az újszülötteknek adott nevek körében az 1990-es években szórványosan fordult elő. A 2000-es és a 2010-es években sem szerepelt a 100 leggyakrabban adott női név között.
A teljes népességre vonatkozóan a Boris sem a 2000-es, sem a 2010-es években nem szerepelt a 100 leggyakrabban viselt női név között.

## Névnapok
- december 4.[2]

## Híres Borisok
- Palotai Boris írónő

### Egyéb Borisok
- Borisfalva, Szabadbáránd község része Ausztriában
- Boris a kedvese, mondják arra, aki szeret inni[6]
- fejébe állt Boris néni, mondják arról, aki túl sokat ivott[6]